# El Puente (docu-reality)
El Puente es un docu-reality producido por Zeppelin TV (Endemol Shine Iberia) para #0, canal de Movistar+, en el que 15 desconocidos deben construir un puente de 300 metros en 30 días para poder alcanzar una isla donde se encuentra un premio de 100.000 euros. Es presentado por Paula Vázquez, que regresó a la televisión después de un periodo de descanso de tres años.
Durante el programa, rodado durante el mes de febrero en la Patagonia argentina, los participantes arrancan el reto sin saber que deberán elegir entre el grupo al que consideren el justo ganador del premio. Y éste, a su vez, deberá elegir si comparte el premio o no, con quién y en qué proporción, en el caso de que decida compartirlo. 
Su estreno el 29 de mayo de 2017, que pudo verse a través de YouTube además de en su emisión habitual en #0, cosechó una cuota de pago de 5,2% La temporada terminó el 17 de julio de 2017 acompañado como telonero un programa especial de Likes sobre El Puente en el que Raquel Sánchez Silva pudo entrevistar a la conductora del programa Paula Vázquez. Tras la final del docu-reality continuó el programa Likes con un programa debate junto a diferentes concursantes, incluido el ganador.
El Puente fue seleccionado en Cannes durante el MIPTV 2017 como uno de los formatos más innovadores y con mayor proyección internacional, al haber sido incluido en la lista Fresh TV, elaborada por The Wit. El formato fue adquirido por las cadenas de televisión M6 y Channel 4 para sus respectivas adaptaciones en Francia y Reino Unido, con el título The Bridge.
El programa fue renovado para una segunda temporada, rodada en una isla desierta de la Bahía de Ha-Long, en Vietnam. La segunda temporada, presentada de nuevo por Paula Vázquez, se estrenó el 23 de septiembre en la plataforma de Movistar. En esta temporada como novedad hubo menos participantes que su primera edición y un puente más largo. Fueron 8 programas como la primera temporada y se emitieron bajo demanda.

## Participantes Temporada 1
- David (Ganador de la primera temporada)
- Anita
- Clyde
- Juan
- Jo
- Lokesh
- Melodie
- Miriam
- Nuria
- Raúl
- Rodrigo
- Rosa
- Silvia
- Víctor

## Participantes Temporada 2
EQUIPO NORTE
- Ángel Alda, 26, Logroño
- Beyonce Quansah, 23, Barcelona
- Daniel Mortes, 36, Jerez de la Frontera
- Giselle Sánchez, 24, Las Palmas
- Jema Hernández, 40, Madrid
- Juan Lopez, 46, Gavá
- Nuria Vicens, 32, Londres/Zaragoza

EQUIPO SUR
- Carolina Poyato, 36, Begas
- Mercedes Wechsler, 30, Barcelona
- Pablo Sauci, 30, Sevilla
- Ricardo Barber, 39, Valencia
- Santi Jiménez, 22, Sevilla
- Carmen Sharmila, 24, Galicia
- Txetxu Iglesias, 48, Madrid

## Temporadas
|  | 1 | 8 | 29 de mayo de 2017       | 17 de julio de 2017      |       |      |
|  | 2 | 8 | 23 de septiembre de 2018 | 23 de septiembre de 2018 | 6.000 | 0,4% |

### Temporada 1
| N.º | Título          | Fecha de emisión | N.º Espectadores | Cuota de pantalla |
| --- | --------------- | ---------------- | ---------------- | ----------------- |
| 1   | Raúl y Silvia   | 29/05/2017       | 62 000           | 0,3%              |
| 2   | Rosa y Clyde    | 05/06/2017       |                  |                   |
| 3   | Melodie y David | 12/06/2017       |                  |                   |
| 4   | Lokesh y Anita  | 19/06/2017       |                  |                   |
| 5   | Jo y Nuria      | 26/06/2017       |                  |                   |
| 6   | Víctor y Miriam | 03/07/2017       |                  |                   |
| 7   | Rodrigo y Wafa  | 10/07/2017       |                  |                   |
| 8   | Juan            | 17/07/2017       |                  |                   |